# 弗罗茨瓦夫集市大厅

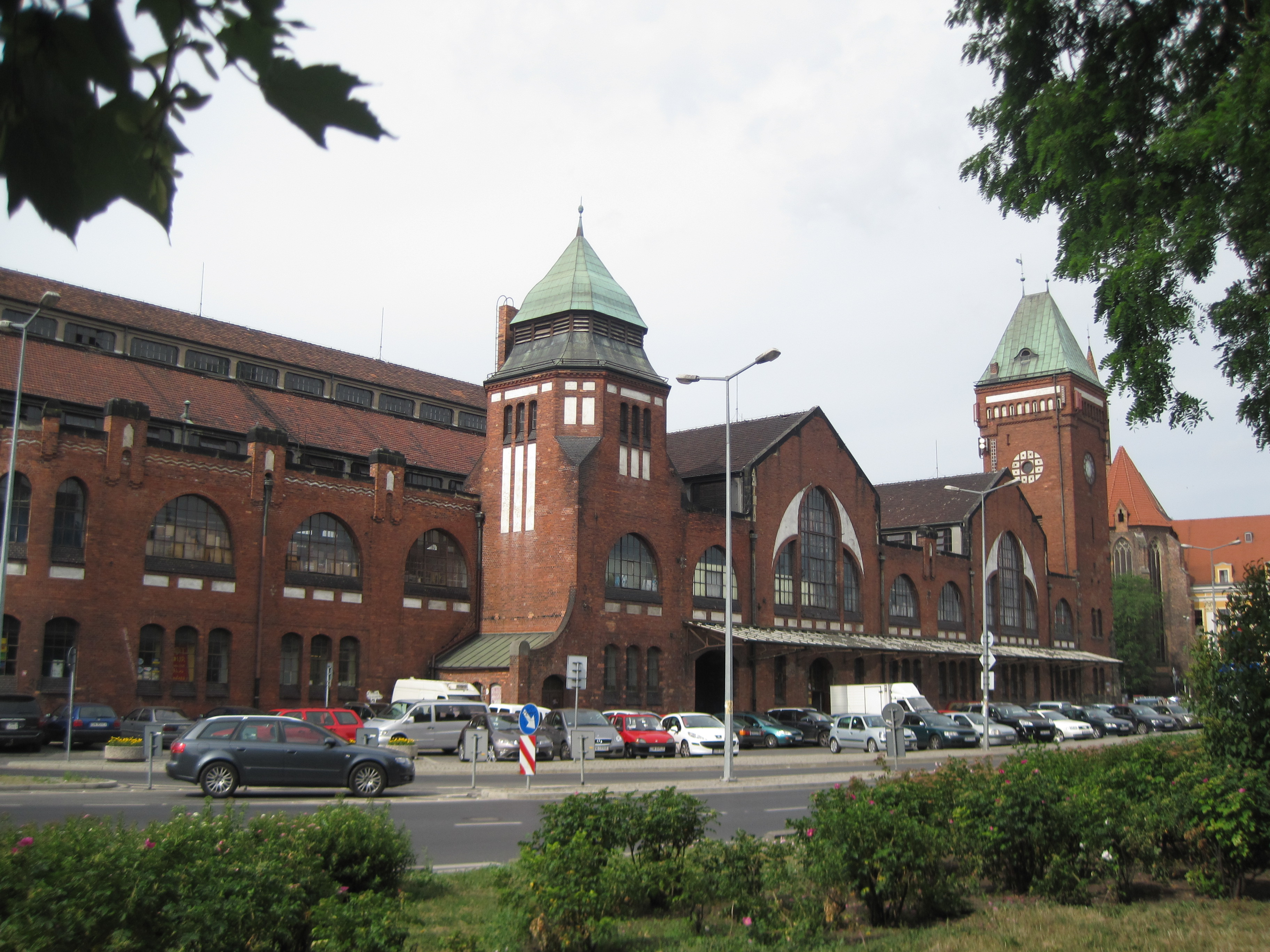
弗罗茨瓦夫集市大厅

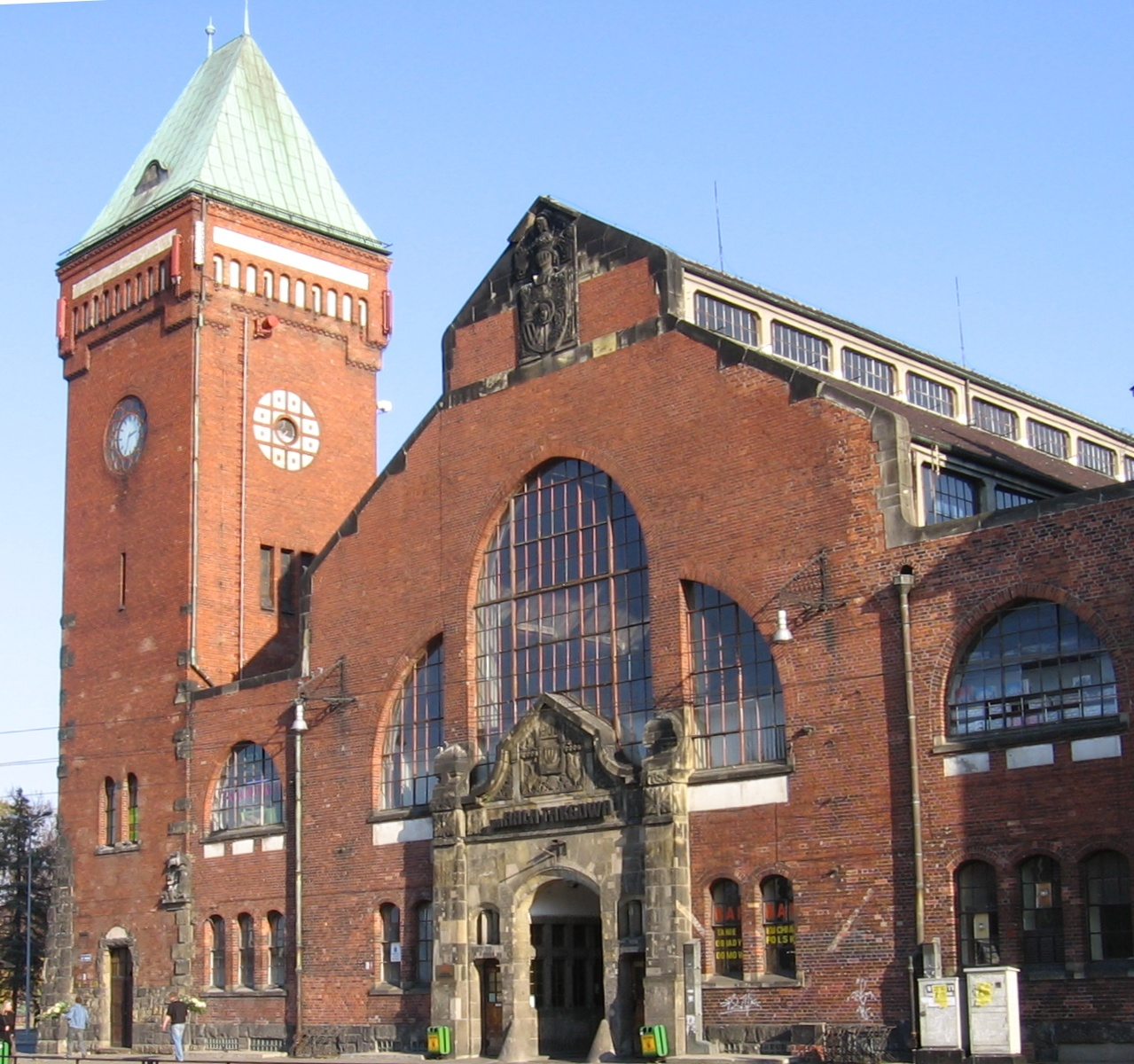

弗罗茨瓦夫集市大厅是由理查德·普德蒙设计，1906至1908年间建成。它位于Piaskowa街，Nankiera广场和圣灵街交界，接近中央集市广场和弗罗茨瓦夫最古老的地区。修建这个建筑物是为了整顿市中心的街道市场。一旦完成，各街道市场搬进新开的大厅。
该建筑在第二次世界大战期间受损不太严重，不久后继续使用。弗罗茨瓦夫集市大厅仍然是全市最大的传统市场之一。 
弗罗茨瓦夫集市大厅以创新的应用钢筋混凝土桁架著称，当时在欧洲颇为独特。

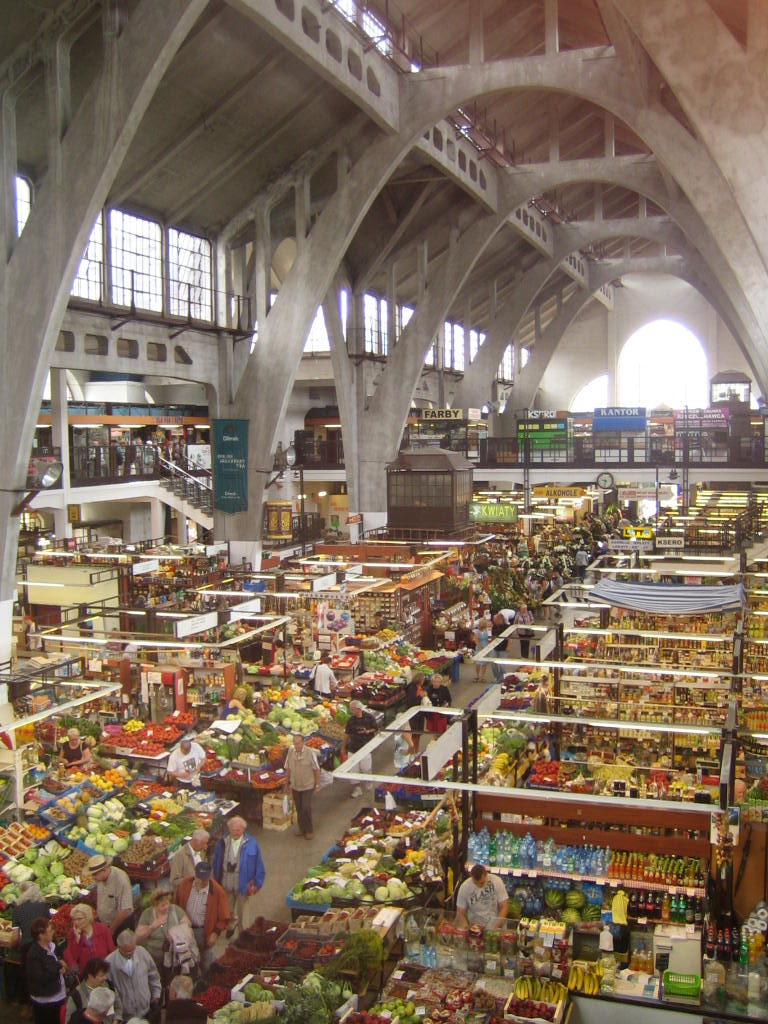